# Nodonota
Nodonota là một chi bọ cánh cứng trong họ Chrysomelidae.
Chi này được miêu tả khoa học năm 1885 bởi Lefevre.

## Các loài
Chi này gồm các loài:
- Nodonota margaretae Schultz, 1980